# Negro de platino
El negro de platino es un polvo de platino de color negro (de ahí su nombre) con muy buenas propiedades catalíticas.
El negro de platino es extensamente empleado como una fina película que recubre piezas sólidas de platino, formando electrodos de platino que se utilizan para diversas aplicaciones en electroquímica. El proceso mediante el que se cubren los electrodos con negro de platino es llamado "platinización del platino". El platino platinizado tiene una superficie real mucho mayor que la del electrodo. Esto es lo que le confiere una mayor actividad catalítica que el platino pulido.

## Proceso de platinización
Antes de la platinización, se limpia la superficie de platino por inmersión en agua regia. Se realiza haciendo circular corriente en una solución acuosa de 0.072 mol/kg de ácido cloroplatínico y 0.00013 mol/kg de acetato de plomo, con una densidad de corriente de 30 mA/cm² durante 10 minutos. El proceso desprende cloro en el ánodo; la interacción del cloro con el cátodo se previene empleando una separación conveniente.
Después de la platinización, el electrodo debe enjuagarse y almacenarse en agua destilada. El electrodo pierde sus características catalíticas con la exposición prolongada al aire.